# Zawierzbie (województwo małopolskie)
Zawierzbie – wieś w Polsce położona w województwie małopolskim, w powiecie dąbrowskim, w gminie Gręboszów.
W latach 1975–1998 miejscowość należała administracyjnie do województwa tarnowskiego.